# ناحية باليسان
ناحية باليسان وهي إحدى نواحي قضاء شقلاوة في محافظة أربيل في العراق تبلغ مساحتها حوالي 88كم2 و 30% من اراضيها سهول و 10% تلال و 60% جبال.